# Quinto (Ticino)
Quinto és un municipi del cantó de Ticino (Suïssa), situat al districte de Leventina.